# سیارک ۱۰۵۲۹
سیارک ۱۰۵۲۹ (به انگلیسی: 10529 Giessenburg، نام‌گذاری: 1990WQ4) ده هزار و پانصد و بیست و نهمین سیارک کشف شده‌است که در ۱۶ نوامبر ۱۹۹۰ کشف شد.
قدر مطلق سیارک برابر ۱۴٫۳۰ است.